# Glyptolenoides
Glyptolenoides is een geslacht van kevers uit de familie van de loopkevers (Carabidae). De wetenschappelijke naam van het geslacht is voor het eerst geldig gepubliceerd in 1991 door Perrault.

## Soorten
Het geslacht Glyptolenoides omvat de volgende soorten:
- Glyptolenoides azureipennis (Chaudoir, 1859)
- Glyptolenoides azureus (Chaudoir, 1859)
- Glyptolenoides balli Moret, 2005
- Glyptolenoides cyclothorax (Chaudoir, 1879)
- Glyptolenoides elegantulus (Chaudoir, 1878)
- Glyptolenoides germaini Perrault, 1991
- Glyptolenoides purpuripennis (Chaudoir, 1879)
- Glyptolenoides siemeradskii Perrault, 1991
- Glyptolenoides sulcipennis (Chaudoir, 1879)
- Glyptolenoides sulcitarsis (Chaudoir, 1878)